# Prehospitalt arbete
Prehospitalt arbete är sjukvård som utförs mellan tidpunkten för vårdbehovets uppkomst och ankomsten till sjukvårdsinrättning, till exempel ambulanssjukvård eller akutsjukvård på olycksplats.

## IVPA

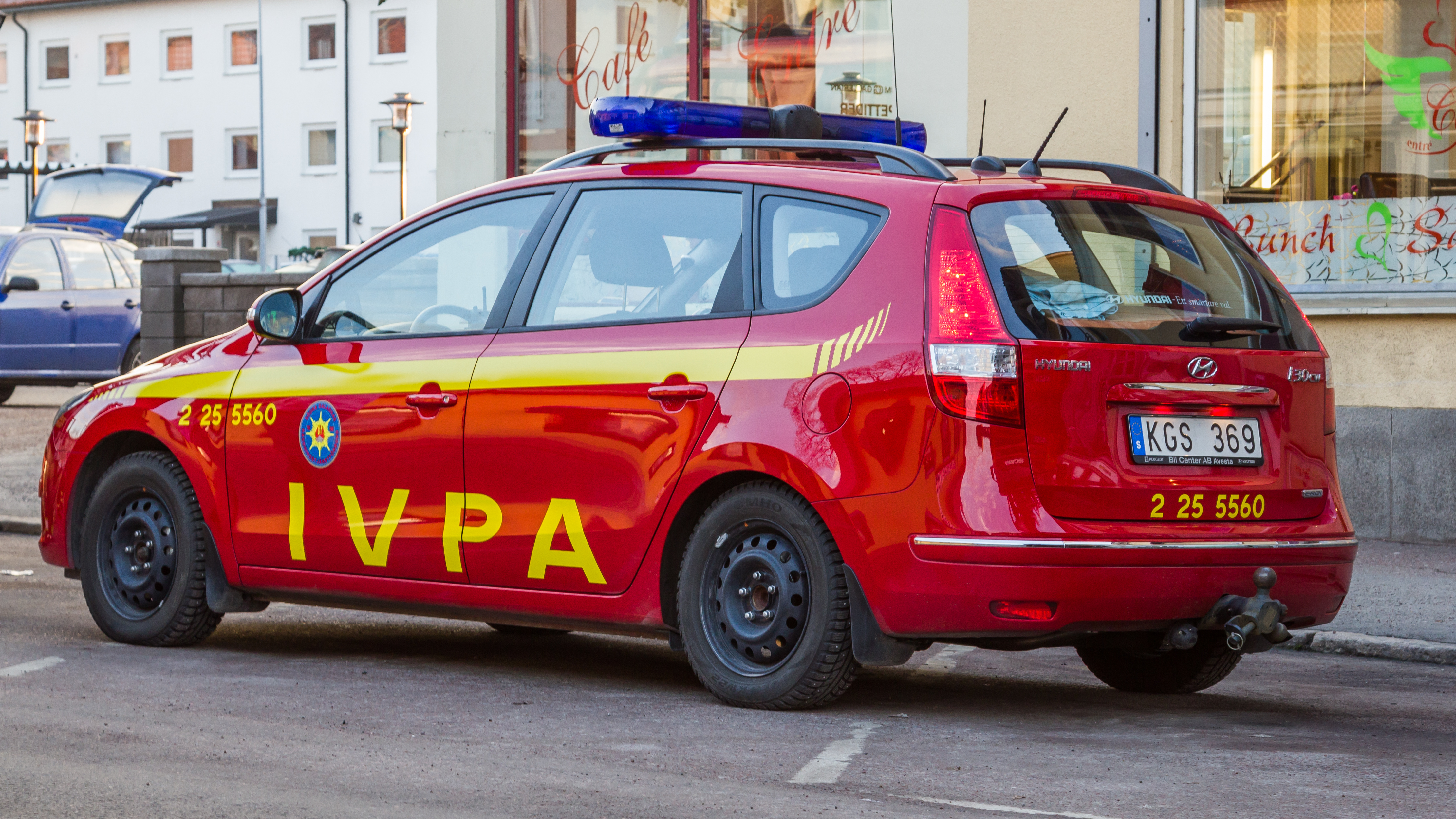
IVPA-bil tillhörande Södra Dalarnas räddningstjänstförbund.

IVPA (I väntan på ambulans) är en form av prehospitalt arbete som utförs av räddningstjänsten i många svenska kommuner, när det kan dröja innan en ambulans kan vara på plats.
IVPA är mycket omdiskuterat[källa behövs] bland annat därför att innan räddningstjänsten får utföra denna typ av sjukvård så krävs utbildning. Räddningstjänsten har i sin utbildning vad som vanligtvis kallas sjukvårdutbildning. Socialstyrelsen anser inte att det får kallas sjukvårdutbildning. Utbildningen är därför att betraktas som Första hjälpen-utbildning då den anses vara för kort för att kallas sjukvårdsutbildning.

## Första insatsen och prehospital akutsjukvård
Räddningstjänstens insatser innan ambulansen anländer kallas i Finland för första insatsen. De som sköter första insatsen är för ändamålet utbildad personal som inte är anställd inom vårdsektorn, antingen i enheter enkom för första insatsen eller till exempel vid brandkår, polis eller sjöräddning. I praktiken är enheter för första insatsen ofta från frivilliga brandkåren, då verksamhetsområdet för sådana ofta inte har snabb tillgång till ambulans.
Prehospital akutsjukvård avser professionell livräddande vård eller professionell vård för att hindra att skador förvärras, given på olycksplatsen eller i hemmet. Vanligen ges vården av ambulanspersonal eller av enhet för första insatsen.
Begreppen som används i Finland skiljer sig från dem i Sverige; "IVPA" anses inte avspegla den prehospitala akutsjukvård som ges i Finland.

## Hälso- och sjukvård vid evenemang

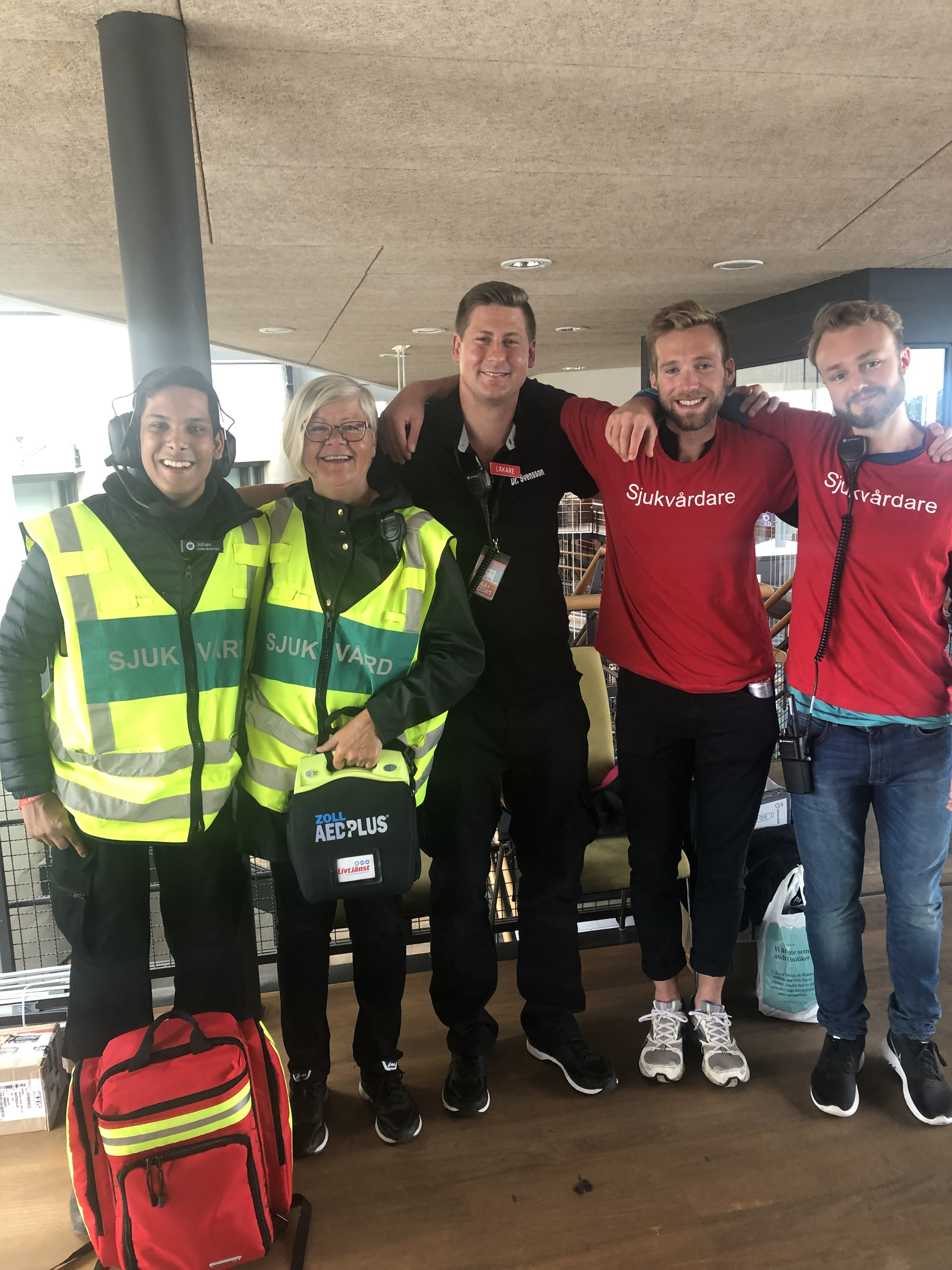
Sjukvårdare på musikevenemang med professionerna undersköterska, sjuksköterska samt läkare

Hälso- och sjukvård vid evenemang och/eller sjukvårdsberedskap kan sägas vara en typ av prehospitalt arbete. 
Myndigheten för samhällsskydd och beredskap (MSB) beskriver i Säkerhetsguide för evenemang 2011 som sedan uppdaterades och förtydligades 2021hur Hälso- och sjukvård vid evenemang i Sverige ska bedrivas.  På evenemang kan det finnas olika yrkes kategorier beroende på evenemangets typ, vanligt förekomma professioner är undersköterskor, sjuksköterskor, fysioterapeuter samt läkare. I vissa fall finns frivilligorganisationer som röda korset på plats, dessa har inget krav på formell sjukvårdsutbildning utan har ofta istället gått en fördjupad kortare första hjälpen utbildning.  
Detta förekommer som samarbeten med landstingskommunal verksamhet, men inom området finns även olika privata aktörer.